# 科内特昂瓦勒
科内特昂瓦勒（法語：Caunettes-en-Val，法語發音：[konɛt ɑ̃ val] ⓘ，意为“谷地的科内特”）是法国奥德省的一个市镇，属于卡尔卡松区。

## 地理
科内特昂瓦勒（43°3'49"N, 2°33'13"E）面积8.71 平方千米，位于法国奧克西塔尼大區奥德省，该省份为法国南部沿海省份，北起塔恩省，西北接上加龙省，西接阿列日省，南至东比利牛斯省，东临地中海，东北与埃罗省接壤。
与科内特昂瓦勒接壤的市镇（或旧市镇、城区）包括：拉格拉斯、迈罗讷、里约昂瓦勒、圣马丹德皮、圣皮埃尔德尚。

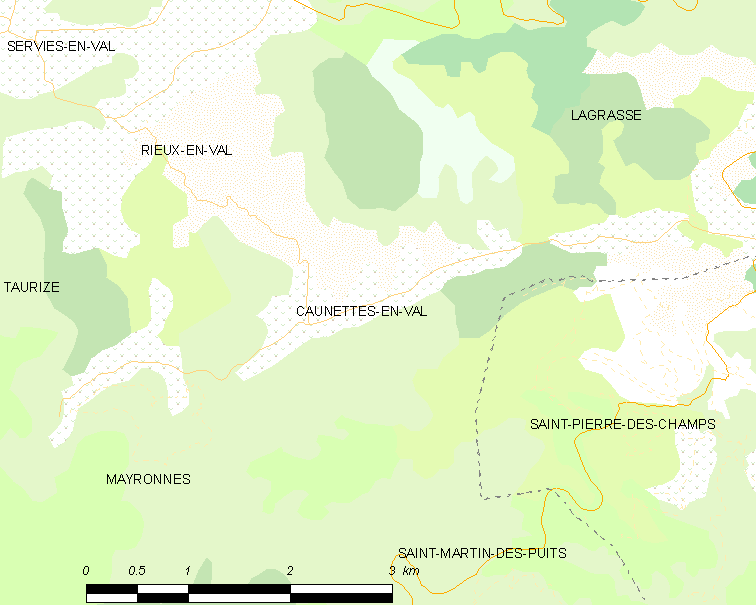
科内特昂瓦勒的OSM定位图

科内特昂瓦勒的时区为UTC+01:00、UTC+02:00（夏令时）。

## 行政
科内特昂瓦勒的邮政编码为11220，INSEE市镇编码为11083。

## 政治
科内特昂瓦勒所属的省级选区为亚拉里克山县。

## 人口

1962-2008年间科内特昂瓦勒人口变化图示

科内特昂瓦勒于2022年1月1日时的人口数量为56人。